# Wolfhound, l'ultime guerrier
Pour plus de détails, voir Fiche technique et Distribution.
Wolfhound, l'ultime guerrier (en russe : Волкодав из рода Серых Псов, Volkodav iz roda Serykh Psov, c'est-à-dire littéralement « Chien-loup de la tribu du Chien gris ») est un film russe réalisé par Nikolaï Lebedev, sorti en 2006 en Russie, en 2007 en Europe et au Canada.

## Synopsis
Wolfhound, ou Chien-loup, est le dernier du clan du Chien gris, massacré alors qu'il était encore tout jeune. Après avoir gagné de haute lutte le droit de sortir des mines où on le faisait travailler comme esclave, il devient un redoutable guerrier. Avec sa seule amie, une chauve-souris, il recherche Zadobah qui a tué ses parents.
Il voyage jusqu'au château du Man-Eater, ou Cannibale, qui a participé à la destruction de son village, et le tue. Il découvre deux prisonniers en combattant le Man-Eater, le savant Tilorn et une esclave, Niilit. Après les avoir libérés, il les accompagne dans la ville de Galirad, dont les habitants sont en plein désarroi : on s'y prépare en effet à une attaque imminente du sombre druide Zhadoba. Aussi le roi de la ville a-t-il décidé, afin de sauver sa ville, de donner sa fille, la princesse Elen, en mariage au guerrier Vinitar, qui a promis de protéger Galirad.
La princesse Elen craint le long et périlleux voyage pour aller sur les terres de son futur mari, et Wolfhound demande à être son garde du corps. Elle accepte et il l'accompagne. Durant le voyage, Wolfhound sera le témoin de plusieurs évènements mystérieux, tandis que le vrai but du voyage se révèle peu à peu...

## Fiche technique
- Titre : Wolfhound, l'ultime guerrier
- Titre original : Волкодав из рода Серых Псов (Volkodav iz roda Serykh Psov)
- Réalisation : Nikolaï Lebedev
- Scénario : Nikolaï Lebedev, d'après le roman de Maria Semenova
- Production : Sergueï Danielian, Rouben Dichdichian et Youri Moroz
- Société de production : Central Partnership
- Distribution :  Russie : Central Partnership
- Langue : Russe
- Musique : Theo Green, Alexeï Rybnikov et Alissa
- Photographie : Irek Hartowicz
- Décors : Lioudmila Koussakova
- Pays :  Russie
- Genre : Fantasy
- Durée : 136 minutes
- Format : Couleur - Son : Dolby, DTS - Format 35 mm
- Budget : 20 millions de $[1],[2] (C'est alors à sa sortie le deuxième plus gros budget pour un film Russe depuis la fin de l'URSS en 1991[3]).
- Date de sortie :  Russie : 28 décembre 2006[4].

## Distribution
| - Alexandre Boukharov : Wolfhound (« Chien-Loup ») - Oksana Akinchina : Princesse Elen - Alexandre Domogarov : Man-Eater (« Cannibale ») - Igor Petrenko : Luchezar - Juozas Budraitis : Dungorm - Rezo Esadze : Illad - Artiom Semakine : Eurikh - Nina Oussatova : Vojditsa Kharioukov | - Natalia Varley : la mère de Kendarat - Tatiana Lioutaïeva : Lekarka - Anatoli Bely : Vinitar - Lilian Navrozachvili : Ertan - Andreï Roudenski : Tillorn - Evgenia Sviridova (VF : Mélanie Dermont) : l'esclave Niilit - Eugenia Tudorascu : Haigal |

## Version française
- Société de doublage : NDE Production
- Direction artistique : Antony Delclève
- Adaptation des dialogues : Frédéric Alameunière

## Tournage
Le film est une adaptation de Chien-loup (Волкодав), roman d'aventures fantastiques en quatre volumes de Maria Semionova. Les droits en ont été vendus en 2000, le premier réalisateur pressenti étant Dzsanik Fajzijev. Les premiers essais ne se révélant pas concluant, la production fait finalement appel à Nikolaï Lebedev, qui réécrit le scénario, en fin de compte assez éloigné du livre original.
Le tournage, qui débute le 16 juillet 2004 (l'actrice principale n'a alors que 17 ans), se déroule aux studios Mosfilm, près de Moscou, pour les intérieurs. Les extérieurs et les paysages sont en revanche tournés en Slovaquie.

## Distinction
Récompense
- 2007 : Meilleurs combats pour Alexandre Boukharov et Igor Petrenko aux MTV Movie Awards.